# Rete tranviaria di Montpellier
La rete tranviaria di Montpellier, gestita da TAM, è un sistema di trasporto pubblico della città francese di Montpellier ed è composto da una rete di quattro di linee per un totale di 63 km e 84 stazioni. La prima linea della rete è stata inaugurata nel 2000, a cui sono seguite poi nel tempo aperture di nuove linee e di prolungamenti.

## Storia

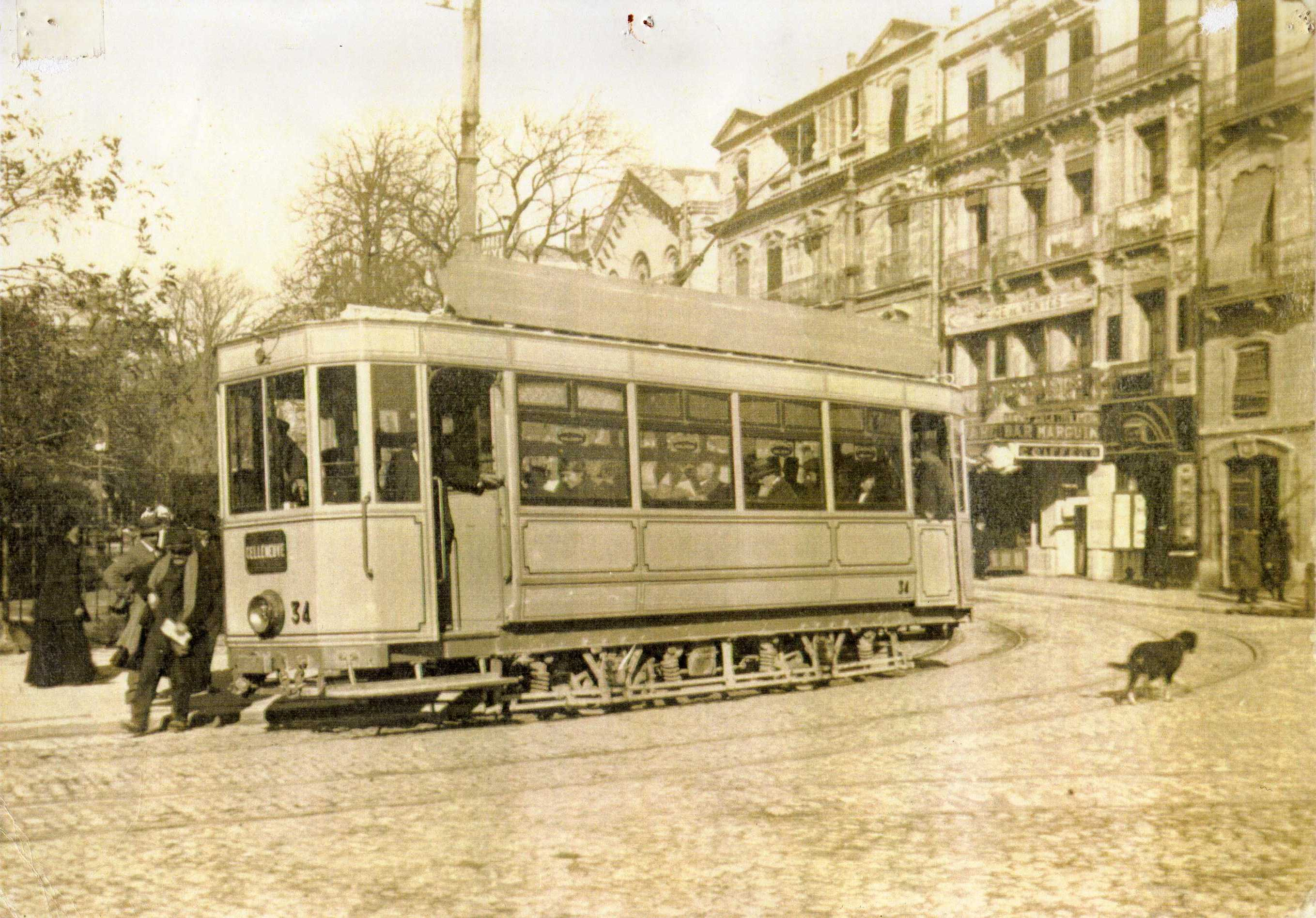
Tram degli anni '30

Il 18 luglio 1880, nella città di Montpellier, fu inaugurata una rete tranviaria con trazione a cavallo, gestita dalla Compagnie Générale des Omnibus de Marseille: in quel periodo la città contava circa cinquantacinquemila abitanti e la rete era servita da trentanove cavalli e ventisei vetture, che percorrevano l'Écusson, la zona del centro storico della città, fino ad estendersi al vicino paese di Castelnau-le-Lez; le frequenze delle corse andavano dai trenta minuti all'ora. Nel 1883, a causa della cattiva manutenzione dei binari e dei cavalli, la rete fu chiusa.
Nel novembre 1897 furono inaugurate le prime due tranvie elettriche della città, a cui se ne aggiunsero altre l'anno successivo: in totale la rete toccò i dodici km, suddivisi in cinque linee, con frequenze della corse che andavano dai sette ai quindi minuti; anche in questo caso, oltre a Montpellier, veniva servito il vicino paese di Castelnau-le-Lez. Place de la Comédie rappresentava il principale nodo d'interscambio, in quanto si incrociavano tutte le linee e sorgeva nelle vicinanze della stazione di Montpellier-Saint-Roch. La vita della tranvia scorse abbastanza tranquilla, anche se il 16 dicembre 1943, periodo in cui si registravano circa cinque milioni di passeggeri annui, fu funestata da un grave incidente, in quanto un tram della linea 5, deragliando, causò la morte di sette persone e il ferimento di altre ventitré. A seguito della concorrenza delle automobili e degli autobus, la tranvia venne chiusa il 31 gennaio 1949.
Tuttavia agli inizi degli anni novanta, il sindaco Georges Frêche propose la costruzione di una nuova rete tranviaria, costituita da tre linee e che avrebbe interessato l'intero distretto di Montpellier, per ovviare al gravoso problema del traffico veicolare: ci furono diverse discussioni in merito alla realizzazione della tranvia, che portarono anche all'idea di creare un tram su gomma come era stato fatto a Caen, ma alla fine si optò per il modello tradizione su rotaie. Dopo diverse diatribe sul percorso da seguire, iniziarono i lavori e la prima linea fu inaugurata nel luglio 2000, ottenendo ben presto un notevole successo commerciale in termini di passeggeri trasporti; il 16 dicembre 2006 fu inaugurata anche una seconda linea, non senza polemiche, in quanto, alcuni residenti, accusavano di un elevato rumore, soprattutto in tarda serata, al passaggio del tram ed altre critiche furono mosse sia perché che la tranvia attraversava zone della città scarsamente popolate sia perché aveva dei raggi di curvatura troppo stretti, che ne rallentano notevolmente la velocità. Il 7 aprile 2012 furono inaugurate due nuove linee.

## Rete

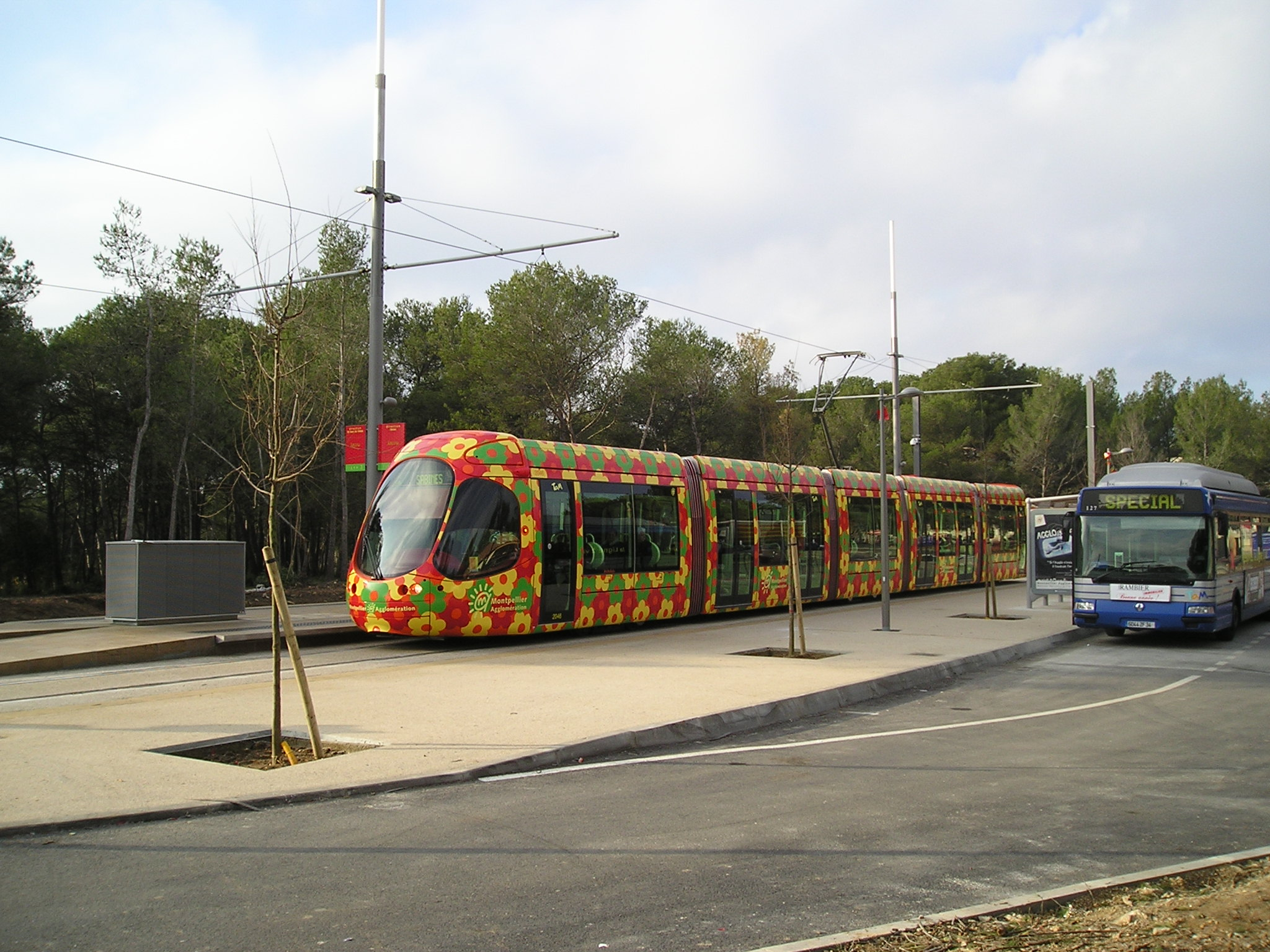
Tram della Linea 2

La Linea 1 è lunga 15,8 km, conta 30 stazioni, trasporta circa ogni giorno circa centotrentamila passeggeri e corre interamente a Montpellier: è stata inaugurata il 30 giugno 2000 ed ha subito un'estensione il 24 settembre 2009, verso il quartiere Odysseum e il 7 aprile 2012; l'intero percorso viene coperto in quarantasei minuti. Sulla linea vengono impiegati trenta tram tipo Citadis 401 e tre di tipo Citadis 302, i quali, esternamente, sono di colore blu con uccelli bianchi, realizzati da Elizabeth Garouste e Mattia Bonetti. Lunga la linea sono state inserite numerose opere d'arte, realizzate da artisti come Chen Zhen, Ludger Gerdes e Alain Jacquet. Le fermate sono: Mosson, Stade de la Mosson, Halles Paillade, Saint Paul, Hauts de Massane, Euromédecine, Malbosc, Château d'Ô, Occitanie, Hôpital Lapeyronie, Universités, Saint Éloi, Boutonnet, Stade Phidippidès, Place Albert 1er, Louis Blanc, Corum, Comédie, Gare Saint-Roch, Du Guesclin, Antigone, Léon Blum, Place de l'Europe, Rives du Lez, Moularès (Hôtel de Ville), Port Marianne, Mondial 1998, Millénaire, Place de France, Odysseum.
La Linea 2 è lunga 19 km, conta 29 stazioni, trasporta cinquantamila passeggeri al giorno e serve, oltre a Montpellier, anche i paesi di Jacou, Castelnau-le-Lez e Saint-Jean-de-Védas: è stata inaugurata il 16 dicembre 2006 ed ha subito un'estensione il 7 aprile 2012; durante i lavori di costruzione, i cui costi sono ammontanti a circa quattrocento milioni di euro, sono stati ritrovati resti umani risalenti a circa undicimila anni fa. L'interno percorso viene coperto in cinquantatré minuti e sono utilizzati ventiquattro tram di tipo Citadis 302, con la parte esterna in arancione, decorata con fiori d'arancio, opera di Mattia Bonetti. Le fermate sono: Jacou, Georges Pompidou, Via Domitia, Aube Rouge, N-D de Sablassou, Centurions, La Galine, Clairval, Charles de Gaulle, Saint Lazare, Aiguelongue, Jeu de Mail des Abbés, Beaux arts, Corum, Comédie, Gare Saint-Roch, Rondelet, Nouveau Saint Roch, Saint Cléophas, Lemasson, Mas Drevon, Croix d'Argent, Villeneuve d'Angoulême, Sabines, Grisette, Victoire 2, La Condamine, St Jean le Sec, Saint-Jean-de-Védas Centre.

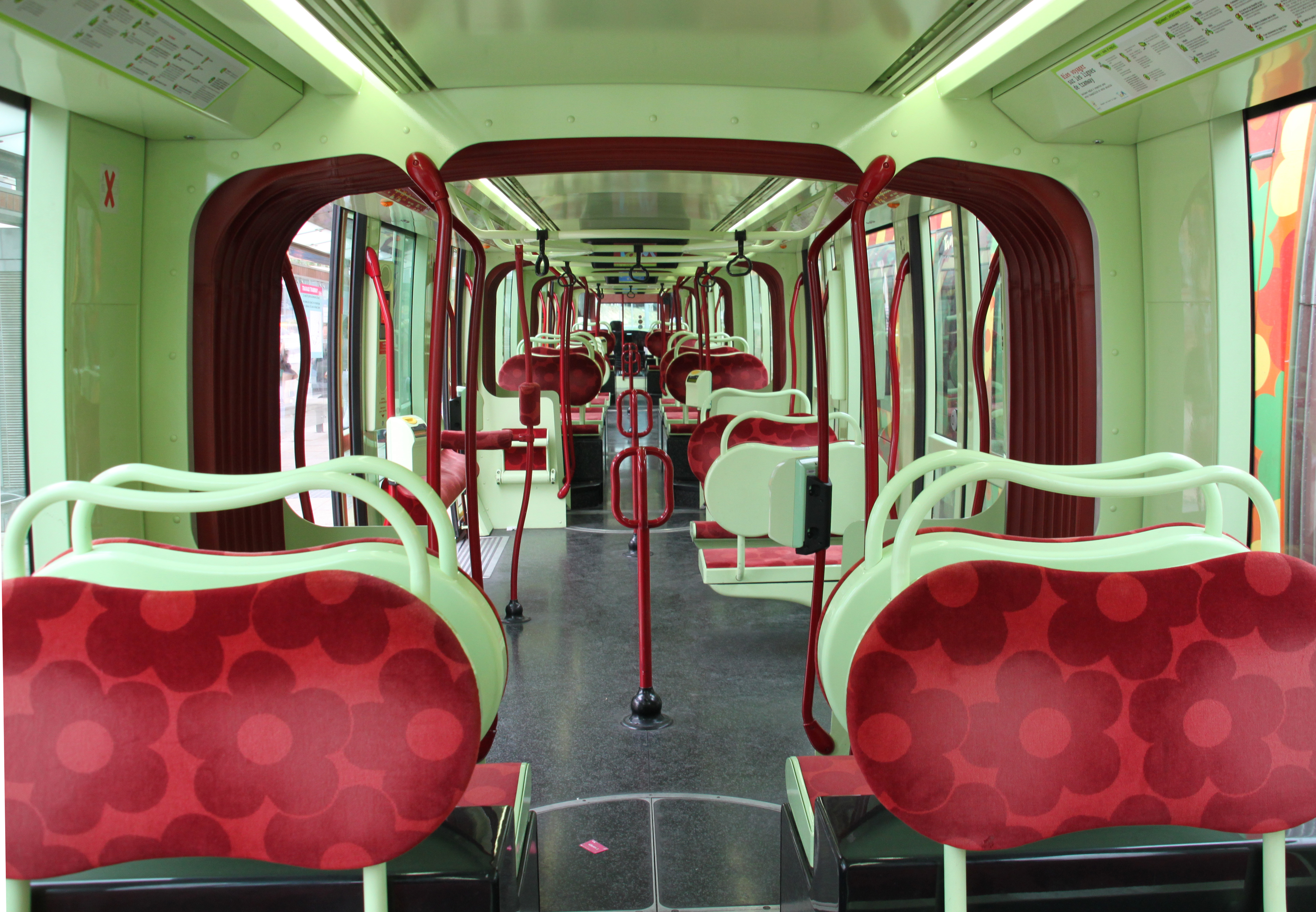
Interno del tram

La Linea 3 è lunga 19, 8 km, conta 27 stazioni ed è stata inaugurata il 7 aprile 2012, dopo che i lavori di costruzione erano iniziati il 19 marzo 2009: il costo di realizzazione si è aggirato intorno ai cinquecentotrenta milioni di euro. Oltre a Montpellier serve anche i paesi di Juvignac, Lattes e Pérols e l'intero percorso viene coperto in circa cinquanta minuti. Sulla linea viaggiano ventitre tram Citadis 402, decorati dall'artista Christian Lacroix: l'esterno riporta pesci e molluschi, mentre all'interno è usata una colorazione chiara, con corrimano arancioni, che riprendono i coralli. Le fermate sono: Juvignac, Juvignac, Mosson, Celleneuve, Pilory, Hôtel du département, Pergola, Tonnelles, Jules Guesde, Astruc, Les Arceaux, Plan Cabanes, Saint-Denis, Observatoire, Gare Saint-Roch, Place Carnot, Voltaire, Rives du Lez, Moularès (Hôtel de Ville), Port Marianne, Pablo Picasso, Boirargues, Cougourlude, Lattes Centre, EcoPôle, Parc Expo, Pérols Centre, Pérols Etang de l'or.
La Linea 4 è lunga 8,6 km, conta 17 stazioni ed è stata inaugurata il 7 aprile 2012: il percorso viene coperto in trenta minuti e sono impiegati dieci tram di tipo Citadis 302; la linea corre interamente a Montpellier. Le fermate sono: Place Albert 1er, Louis Blanc, Corum, Les Aubes, Pompignane, Place de l'Europe, Rives du Lez, Hôtel de ville - Parvis Georges Frêche, La Rauze, Garcia Lorca, Restanque, Saint-Martin, Nouveau Saint-Roch, Rondelet, Gare Saint-Roch, Observatoire, Saint-Denis.

## Materiale rotabile

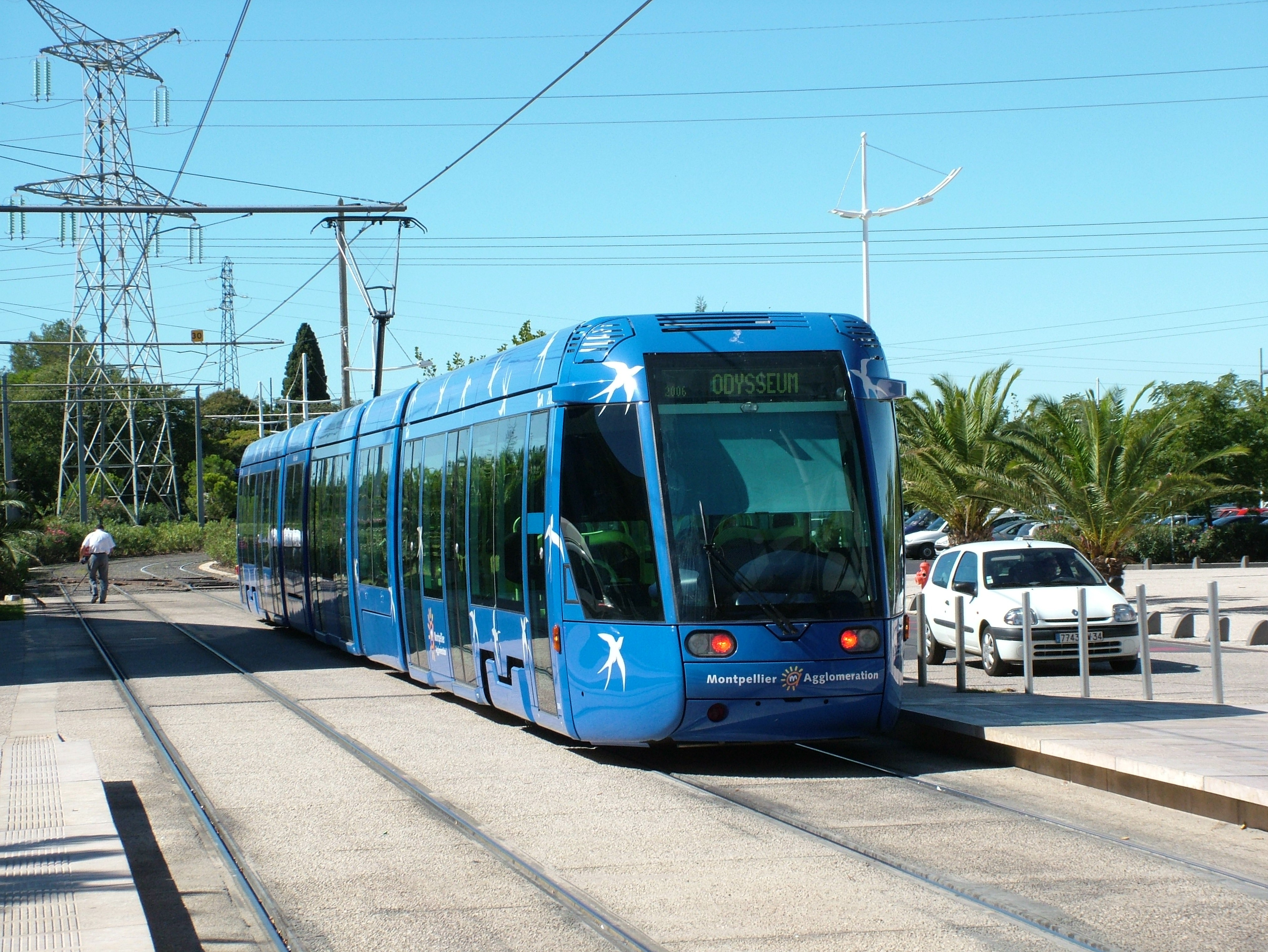
Tram della Linea 1

La rete tranviaria di Montpellier utilizzata un parco rotabili di settantacinque tram, di tre tipi: trenta tram tipo Citadis 401, di 40,9 metri di lunghezza, ventisette tram si tipo Citadis 302, di 32,5 metri di lunghezza e sedici tram di tipo Citadis 402, dalla lunghezza di quarantadue metri; tutti sono prodotti dalla ditta Alstom. A seconda delle linee sul quale vengono utilizzati, hanno una decorazione, sia esterna che interna, diversa; vengono ospitati in due depositi, denominati Les Hirondelles e La Jeune Parque.

## Progetti futuri
Esistono numerosi progetti di ampliamento della rete, sia prolungamenti delle linee già esistenti che creazione di nuove: la Linea 5 dovrebbe avere una lunghezza di circa diciassette kilometri e attraversare i comuni di Lavérune, Montpellier, Clapiers, Montferrier e Prades-le-Lez; la Linea 6 è stata presentata il 26 gennaio 2009 e dovrebbe avere una lunghezza di circa cinque kilometri, collegando la Linea 1 alla Linea 2, attraversando nuovi quartieri ed una zona commerciale della città; la Linea 7 venne discussa per la prima volta il 23 dicembre 2011: dovrebbe trattarsi di una linea a binario singolo, della lunghezza di circa sette kilometri e dovrebbe raggiungere il paese di Castries e Saint-Jean-de-Védas, dove, utilizzando la ferrovia abbandonata Paulhan - Montpellier, potrebbe essere prolungata ai paesi di Fabrègues, Cournonterral e Cournonsec.